# Hyla tsinlingensis
Hyla tsinlingensis är en groddjursart som beskrevs av Liu och Hu in Hu, Zhao 1966. Hyla tsinlingensis ingår i släktet Hyla och familjen lövgrodor. IUCN kategoriserar arten globalt som livskraftig. Inga underarter finns listade i Catalogue of Life.